# Марсель Блюваль
Марсель Блюваль (фр. Marcel Bluwal; нар. 25 травня 1925, Париж — 23 жовтня 2021, там само) — французький режисер, сценарист, актор, директор французького театру, народився 25 травня 1925 року. Він викладав в Національній консерваторії драматичного мистецтва Парижа з 1975 по 1980 і зробив велику частину своєї кар'єри на телебаченні.

## Політична діяльність
У 50-і роки, він був одним із сподвижників Французька комуністичної партії, до якою він офіційно вступив після 1968 та вийшов з партії в 1981.

## Особисте життя
Марсель Блюваль одружений з Даніель Лебрен, вони мають дочку, Еммануель Блюваль.

## Фільмографія
Режисер
- Є ще порох (ТБ, 2013) / Les vieux calibres
- Найщасливіший місце на Землі (1999) / Le plus beau pays du monde
- Lise ou L'affabulatrice (ТБ, 1995)
- Les ritals (ТБ, 1991)
- Біллі (ТБ, 1991) / Billy
- Золота краплина (ТБ, 1990) / La goutte d'or
- L'ami Giono: Solitude de la pitié (ТБ, 1990)
- Мюзик-хол (ТБ, 1986) / Music Hall
- Тереза Ембер (ТБ, 1983) / Thérèse Humbert
- Моцарт (міні-серіал, 1982) / Mozart
- Мізантроп (ТБ, 1980) / Le misanthrope
- Лулу (ТБ, 1978) / Lulu
- Сара (ТБ, 1975) / Sara
- Знедолені / Les misérables
- Міра за міру (ТБ, 1971) / Mesure pour mesure
- Брати Карамазови (ТБ, 1969) / Les frères Karamazov
- La double inconstance (ТБ, 1968)
- Дон Жуан (ТБ, 1965) / Dom Juan ou Le festin de pierre
- Театр для юнацтва: Чорна Індія (ТБ, 1964) / Les Indes noires
- Войцек (ТБ, 1964) / Woyzeck
- Ланцюгова реакція (1963) / Carambolages
- Вантажний ліфт (1962) / Le monte-charge
- Одруження Фігаро (ТБ, 1961) / Le mariage de Figaro
- Вовки (ТБ, 1959) / Les loups
- Le plus heureux des trois (ТБ, 1957)
- Ревізор (ТБ, 1956) / Le revizor ou L'inspecteur général
- Святкова вечеря (ТБ, 1955) / Le réveillon
- Tu ne m'échapperas jamais (ТБ, 1955)

Сценарист
- Є ще порох (ТБ, 2013) / Les vieux calibres
- Найщасливіший місце на Землі (1999) / Le plus beau pays du monde
- Lise ou L'affabulatrice (ТБ, 1995)
- Les ritals (ТБ, 1991)
- Біллі (ТБ, 1991) / Billy
- Золота краплина (ТБ, 1990) / La goutte d'or
- L'ami Giono: Solitude de la pitié (ТБ, 1990)
- Мюзик-хол (ТБ, 1986) / Music Hall
- Моцарт (міні-серіал, 1982) / Mozart
- Лулу (ТБ, 1978) / Lulu
- Сара (ТБ, 1975) / Sara
- Знедолені / Les misérables
- Міра за міру (ТБ, 1971) / Mesure pour mesure
- Вантажний ліфт (1962) / Le monte-charge

Актор
- Подорож до Вірменії (2006) / Le voyage en Arménie — Barsam
- В грошах щастя (1993) / L'argent fait le bonheur — M. Viali
- Нестор Бурма (серіал, 1991—2003) / Nestor Burma — Moshé
- Біллі (ТБ, 1991) / Billy — Alexandre Fesch
- Неприборканий (1987) / Frantic — Man in Tweed
- Міра за міру (ТБ, 1971) / Mesure pour mesure — Le messager
- Sortie de secours (1970)